# RAB18
La proteína Rab-18 relacionada con Ras es una proteína que en humanos está codificada por el gen RAB18 .
Rab18 es una proteína de expresión ubicua con una expresión particularmente alta en el cerebro. Rab18 se caracterizó por primera vez como una proteína endosomal en células epiteliales de riñón e intestinos de ratón. Estudios posteriores revelaron que Rab18 tiene una amplia distribución intracelular; localización en el complejo de Golgi, retículo endoplásmico, gotitas de lípidos y citosol de varios tipos de células. En el cerebro, Rab18 se ha aislado en asociación con vesículas sinápticas. y se ha observado que se localiza en gránulos secretores en células neuroendocrinas.